# قط منزلي قصير الشعر

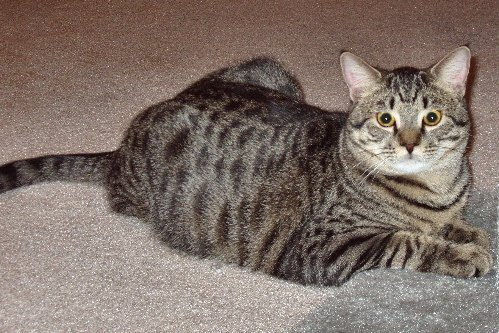

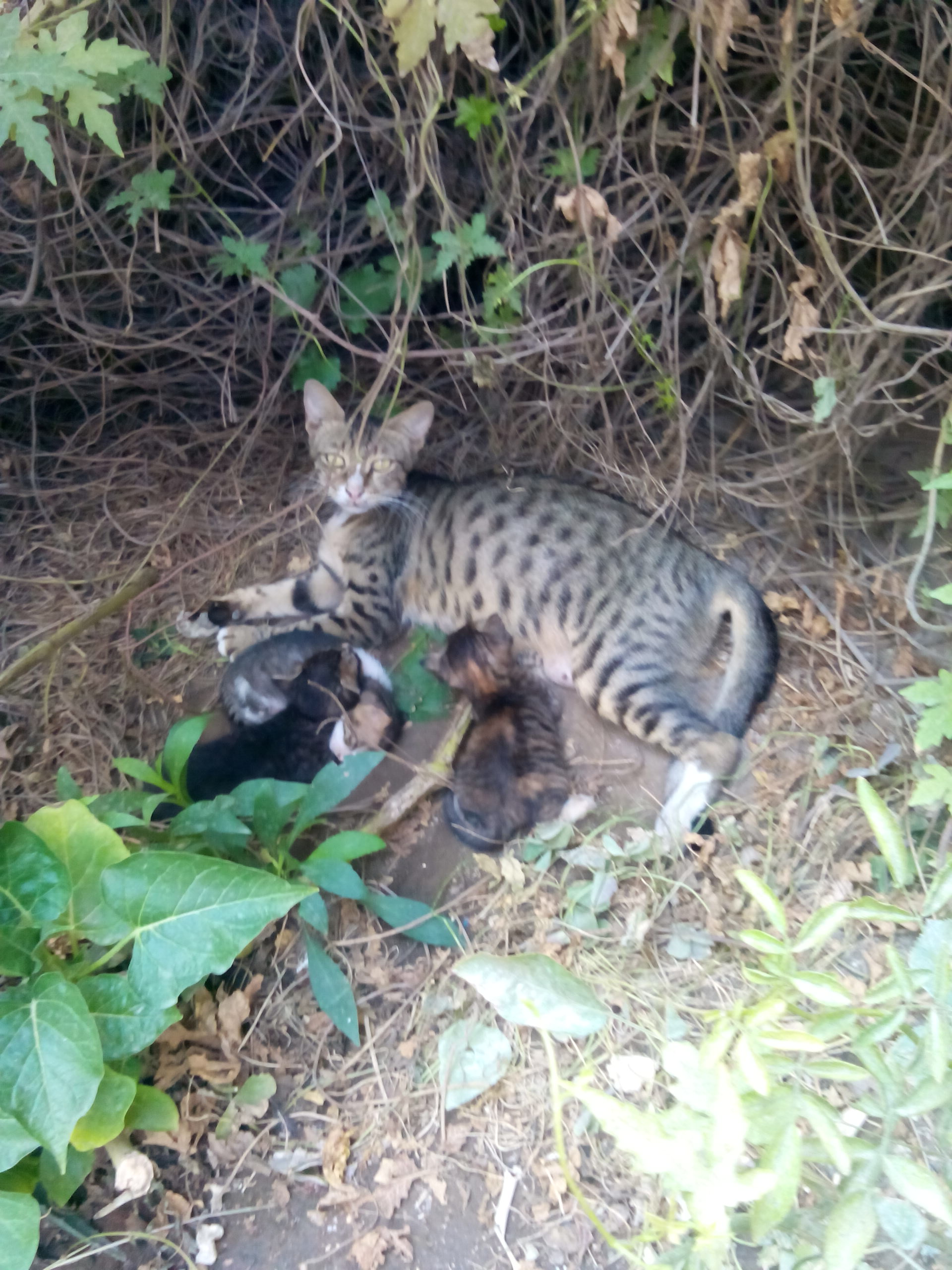
قطة مع صغارها في حديقة منزلية

قط منزلي قصير الشعر هو قط من أصول مختلطة - لذلك لا ينتمي إلى أي سلالة معينة من القطط المعترف بها - وهو يملتلك شعرا قصيرا. في إنجليزية بريطانية، غالبا ما يشار إليها باسم موجيز. ولكن ينبغي عدم الخلط بين القطط ذات الشعر القصير المحلية مع القطط قصيرة الشعر البريطانية، أو القطط قصيرة الشعر الأمريكية أو قائمة سلالات القطط المعروفة باسم "قصيرة الشعر"، والتي هي السلالات المعترف بها من قِبل مختلف السجلات. والقط المنزلي القصير الشعر هو القط الأكثر شيوعَا في الولايات المتحدة، ويمثل حوالي 90-95% من عددهم. وتشمل المصطلحات العامة الأخرى قط المنزل وقط الزقاق (وهذا الأخير يمكن أن يستخدم بشكل أكثر تحديدا للإشارة إلى الأنواع  الضالة). قط مخطط عبارة عن مصطلح يشير من الناحية الفنية إلى نمط معطف، ولكن أيضا كثيرا ما يستخدم كمصطلح عام للقطط من هذا النوع.
في هواية العناية بالقطط، وبين الأطباء البيطريين ووكالات مراقبة الحيوانات، يمكن تصنيف القطط ذات الشعر القصير المحلية مع المصطلحات المحددة لمؤسسات بعينها (غالبا رأسمالية)، مثل قطط محلية قصيرة الشعر، قطط منزلية قصيرة الشعر، أو قطط منزلية أليفة قصيرة الشعر.
يستخدم هذا التصنيف في التسجيل وفي أغراض أخرى مثل التصنيف من أجل المأوى/الإنقاذ.